# جلب الرياشي (النادرة)

تعديل مصدري - تعديل

جلب الرياشي محلة تابعة لقرية بيت السحيقي، التابعة لعزلة ظلم بمديرية النادرة إحدى مديريات محافظة إب في الجمهورية اليمنية، بلغ تعداد سكانها 39 حسب تعداد اليمن لعام 2004.